# Eucalyptus angustissima
Espèce
Classification phylogénétique
Répartition géographique
Eucalyptus angustissima, l'eucalyptus à feuilles étroites ou narrow-leaved mallee en anglais, est une espèce de plantes à fleurs de la famille des Myrtaceae. C'est un petit eucalyptus endémique dans les régions côtières et subcôtières du sud de l'Australie occidentale.
C'est un mallee de 1 à 4 mètres de haut.
L'écorce est brillante ou mate, tachetée de gris, de blanc ou d'un gris-beige.
Les jeunes feuilles mesurent 4,5 à 8 centimètres de long pour 0,3 à 0,4 de large. Les feuilles adultes font 7 à 11,5 centimètres de long pour seulement 1.5 à 3 mm de large.
Les bourgeons donnent des grappes de 7 fleurs de couleur blanc cassé et des fruits hémisphériques de 5 à 8 millimètres de diamètre.
La végétation de la cime est très dense, à tel point qu'en la regardant au premier coup d'œil, on n'a pas l'impression de voir un eucalyptus.